# Stag's Leap Wine Cellars
Stag's Leap Wine Cellars est un vignoble de la région viticole de Stags Leap District à Napa Valley en Californie. Il fut fondé en 1972 par Warren Winiarski (en). Le vignoble fut vendu en 2007 à une coentreprise composée du Chateau Ste. Michelle à Woodinville dans le Comté de King et de Marchesi Antinori Srl en Italie pour 185 millions de dollars.

## Cépages utilisés
Les vins de Stag's Leap Wine Cellars proviennent en fait deux vignobles distincts, Stag's Leap Vineyard et le vignoble de Fay, les deux vignobles étant adjacents. L'encépagement sur le premier vignoble date de 1970 et comprend 13 hectares de Cabernet-Sauvignon et 2.5 hectares de Merlot. Le vignoble de Fay comprend 24 hectares de Cabernet Sauvignon, 3 hectares de Merlot et 1 hectare de Petit Verdot. 

## Récompenses
Le vignoble gagna sa notoriété internationale 4 ans après sa création en 1976 lors du Jugement de Paris lorsque son Cabernet-sauvignon remporta la 1re place parmi 10 vins français et californiens dans une dégustation à l'aveugle menée par des juges connaisseurs de vin. Le vignoble remporta beaucoup d'autres récompenses à la suite de ce jugement:
- 1978 : Lors de la Dégustation de San Francisco en 1978, une reconstitution du jugement de paris avec des juges différents, le vignoble remporta à nouveau la 1re place parmi les cabernet-sauvignons.
- 1981 : Stag's leap remporta la 4e place lors de la dégustation d'Ottawa en 1981.
- 1986 : Il remporta la 6e place lors de la Dégustation du French Culinary Institute en 1986 et la 4e place lors de la Dégustation de Wine Spectator en 1986
- 2006 : il remporta la 2e place lors de la Dégustation du XXXe anniversaire qui regroupait les mêmes vins que lors du jugement de paris de 1976.

Une bouteille de cabernet-sauvignon de Stag's Leap Wine Cellars de 1973 se trouve désormais au musée national de l'histoire américaine à Washington DC

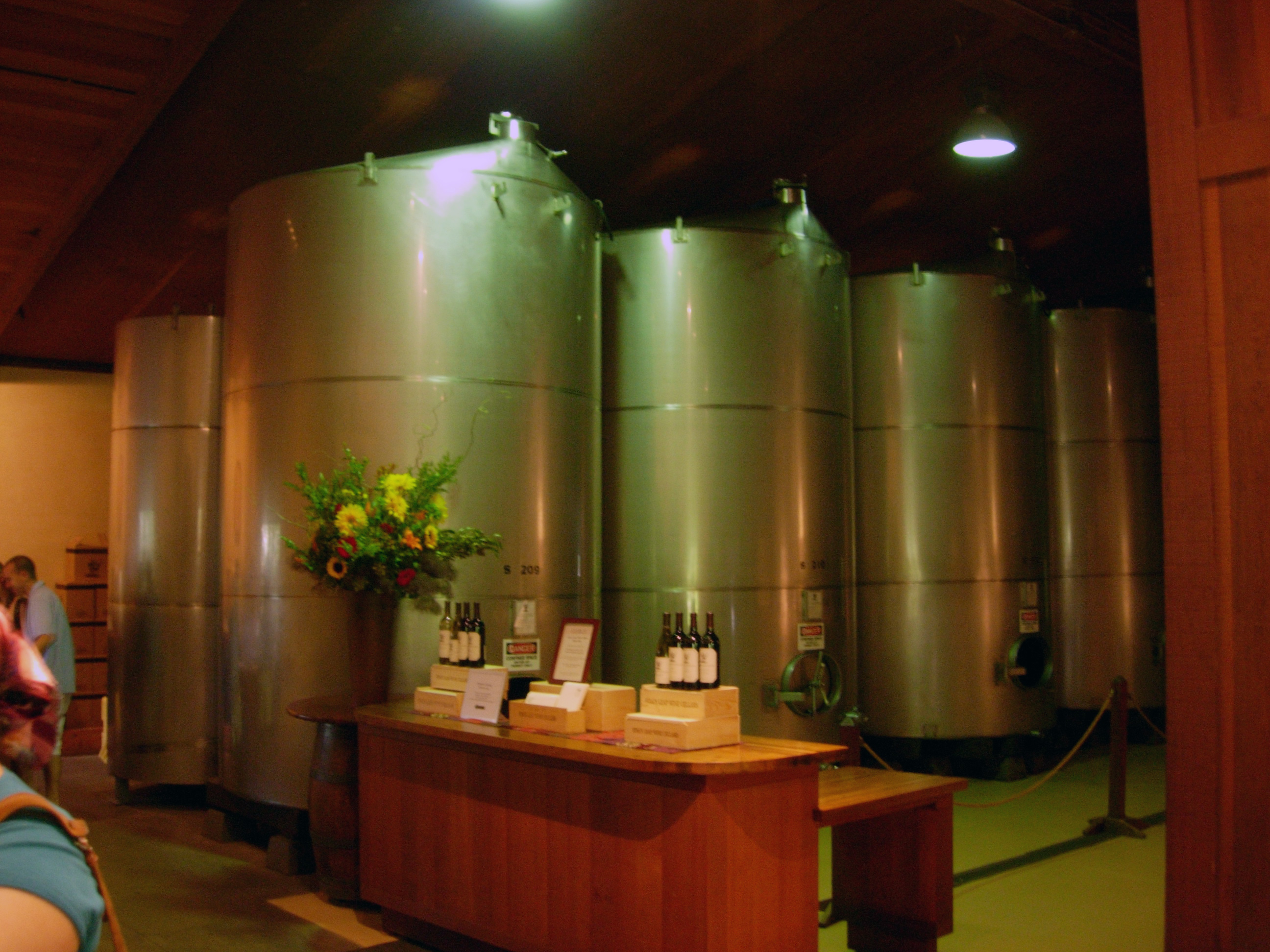
cuves en acier inoxydable de stag's leap